# Tessaromma loxleyae
Tessaromma loxleyae är en skalbaggsart som beskrevs av Mckeown 1942. Tessaromma loxleyae ingår i släktet Tessaromma och familjen långhorningar. Inga underarter finns listade i Catalogue of Life.